# أندرويد 2 (لعبة)
أندرويد 2 (بالإنجليزية: Android 2)‏ هي لعبة فيديو لإطلاق النار كتبت بواسطة (Costa Panayi)
وتم نشرها من قبل (Vortex Software) لنظام تشغيل (ZX Spectrum) في 1983 ولنظام (Amstrad CPC) في 1985
وهي عبارة عن تكملة للجزء الأول أندرويد 1 (Android 1) الذي أطلق قبلها في 1983.

## طريقة اللعب
هدف اللعبة هو تدمير خمس ديدان ضخمة، تتجول في متاهة ذات جدران بيضاء. المتاهة كذلك
مليئة بالأعداء كالأشجار وال(لاندماين) والعديد من الميزات الأخرى، الديدان يمكن قتلها بثلاث ضربات على رأسها،
وعندما يقوم اللاعب بقتل الخمس ديدان ينتقل إلى المتاهة التالية. وتحتوي اللعبة على ثلاث متاهات.